# Leptataspis clio
Leptataspis clio är en insektsart som beskrevs av Jacobi 1921. Leptataspis clio ingår i släktet Leptataspis och familjen spottstritar. Inga underarter finns listade i Catalogue of Life.